# 十月鎮區 (科斯特羅馬州)

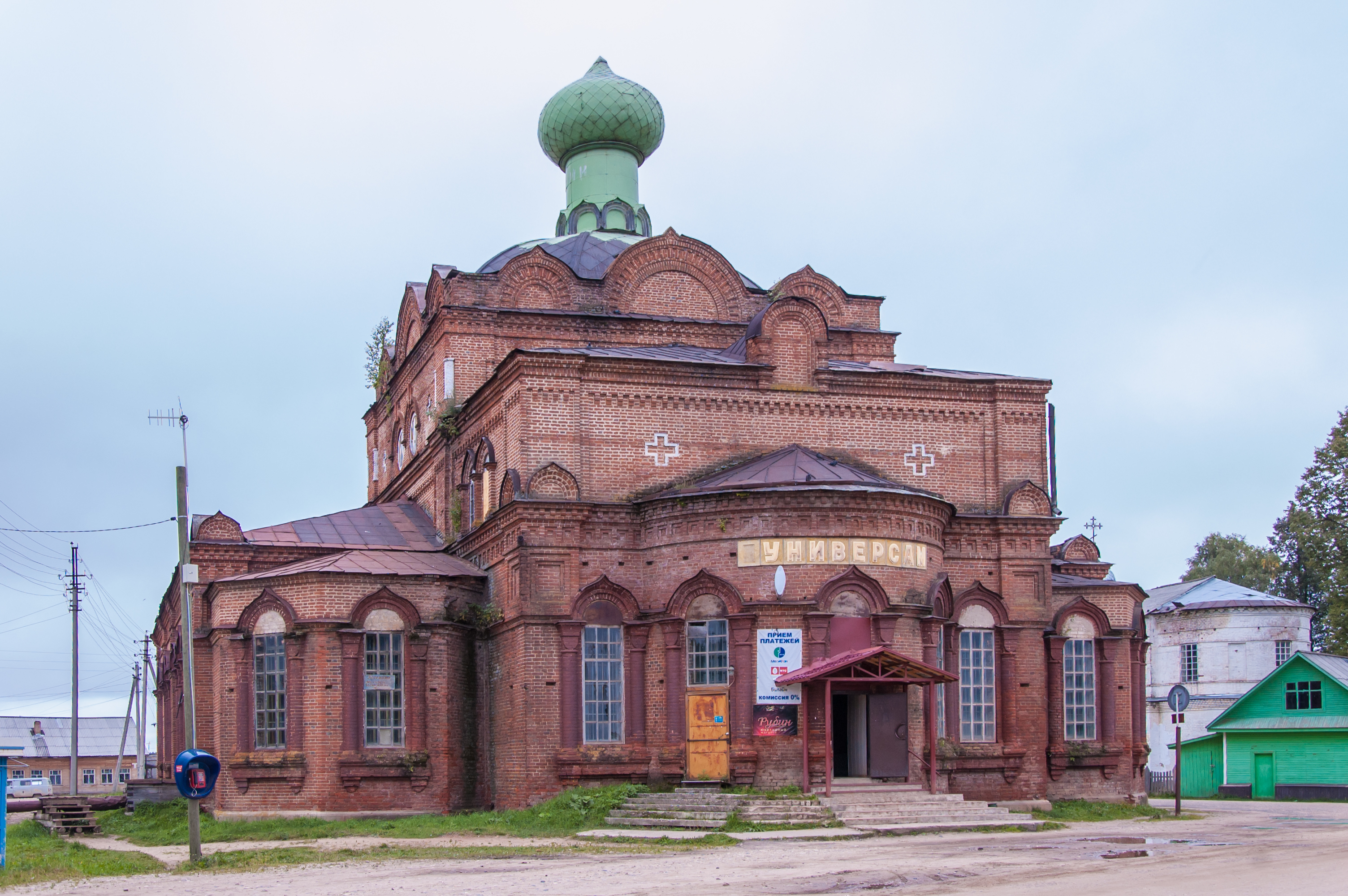

58°58′35″N 47°01′14″E / 58.97639°N 47.02056°E
十月鎮區（俄语：Октябрьский район），是俄羅斯的一個區，位於該國西部，由科斯特羅馬州負責管轄，面積1,860平方公里，2010年人口4,946，人口密度每平方公里2.66人。